# Fotos
Fotos ist eine Hamburger Rockband.

## Geschichte
Das erste, gleichnamige Album Fotos erschien in Deutschland am 29. September 2006 und wurde von Labels – einem Sublabel von EMI – vertrieben. Die Gruppe zeichnet sich durch von britischem Indie-Rock inspirierten Sound in Verbindung mit deutschen Texten aus. Gleichzeitig werden einige Riffs und auch Gesangsparts innerhalb eines Liedes oft wiederholt. Durch die Themen und die Haltung ihrer Texte sind sie dem Genre Deutschrock zuzuordnen.
Im Sommer 2007 spielte die Band unter anderem auf dem Hurricane und dem Southside Festival sowie dem FM4 Frequency Festival.
Am 28. März 2008 wurde das zweite Album Nach dem Goldrausch veröffentlicht, welches genau wie Fotos von Berend Intelmann produziert wurde. Im Anschluss folgten Tourneen durch Deutschland, Österreich sowie einige Auftritte auf Festivals in China und Kasachstan. Bei Stefan Raabs Bundesvision Song Contest 2009 in Potsdam am 13. Februar 2009 trat die Gruppe, da ihre Mitglieder auch Wurzeln in Osterholz-Scharmbeck und Wilhelmshaven haben, für das Bundesland Niedersachsen an und belegte dabei mit ihrem Titel Du fehlst mir Platz 15.
Im Winter 2009/Frühjahr 2010 gab es eine kleine Akustik-Tour durch Deutschland und Österreich. Ab Januar nahm die Band in Hamburg und Bochum gemeinsam mit Produzent Olaf Opal ein neues Album auf, das unter dem Titel Porzellan am 10. September 2010 auf den Markt kam. Veröffentlicht wurde Porzellan vom Berliner Indie-Label Snowhite. Im Oktober 2010 tourten sie durch Indien und traten in Delhi, Chandigarh, Mumbai, Bengaluru, Chennai, Pune und Kolkata auf.
Am 31. März 2017 erschien ihr viertes Studioalbum Kids. Vier Jahre später folgte am 26. Februar 2021 das Album Auf zur Illumination!.

## Diskografie
Alben
- 2006: Fotos (Labels (EMI))

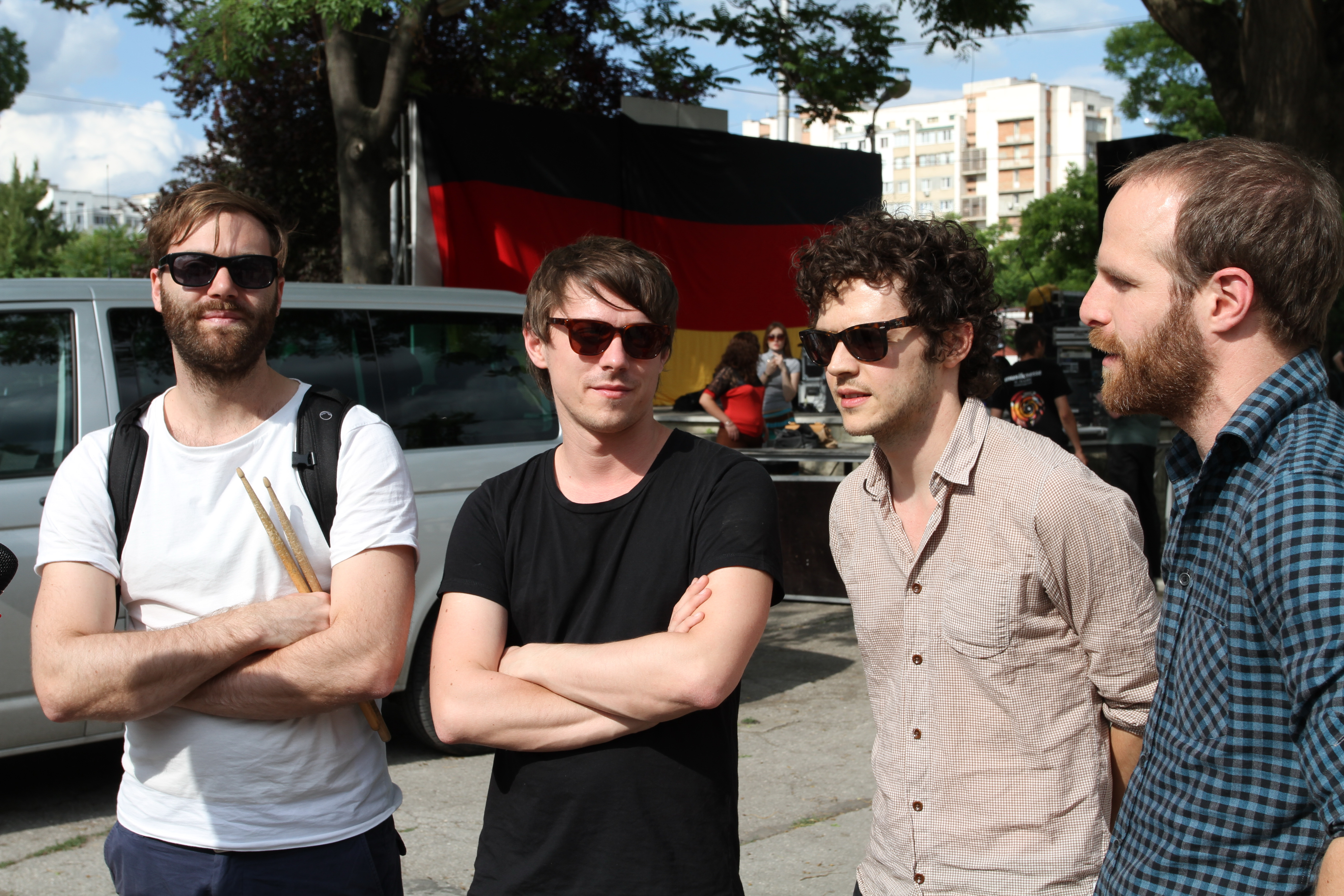
Vor dem Konzert in Tiraspol

- 2008: Nach dem Goldrausch (Labels (EMI))
- 2010: Porzellan (Snowhite)
- 2017: Kids (PIAS)
- 2021: Auf zur Illumination! (PIAS)

Singles
- 2006: Giganten

## Videos
- Komm zurück
- Giganten
- Ich bin für dich da
- Nach dem Goldrausch
- Explodieren
- Du fehlst mir
- Ritt (Akustik)
- Mauer
- Angst
- Nacht